# Els Emprius (Sant Llorenç del Munt)
Els Emprius és una serra situada al vessant nord del massís de Sant Llorenç del Munt i que discorre de sud a nord. Té una llargada d'1,5 km aproximadament i la carena marca el límit municipal i comarcal entre Mura (Bages), al vessant oest, i Sant Llorenç Savall (Vallès Occidental), al vessant est. Un «empriu» és una propietat col·lectiva veïnal de pastures, boscs i aigües, en general.
És dins del límit del Parc Natural de Sant Llorenç del Munt i l'Obac, creat el 1972. Des del 2000 també forma part de l'Inventari d'espais d'interès geològic de Catalunya inventariat com espai d'interès geològic en el conjunt de la geozona Sant Llorenç del Munt i l'Obac, la qual forma part del parc natural majoritàriament.
Els Emprius és envoltat de cingleres i destaca per la formació de monòlits característics, motiu pel qual s'hi practica l'escalada, tot i que és poc freqüent i està restringia de l'1 de gener fins al 31 de juliol cada any per la nidificació d'ocells. Hi ha quatre sectors d'escalada en algunes de les roques i agulles singulars: les agulles de Finestrelles, la Vella, el Puro i el Queixal Corcat. També s'hi fa espeleologia ja que hi ha una important quantitat d'avencs, alguns dels quals de gran profunditat.
L'agost del 2003 la carena va frenar l'avanç del gran incendi forestal de Sant Llorenç Savall cap a Mura, que venia de l'est des de Sant Llorenç Savall i Monistrol de Calders i es va aconseguir aturar-lo.

## Descripció

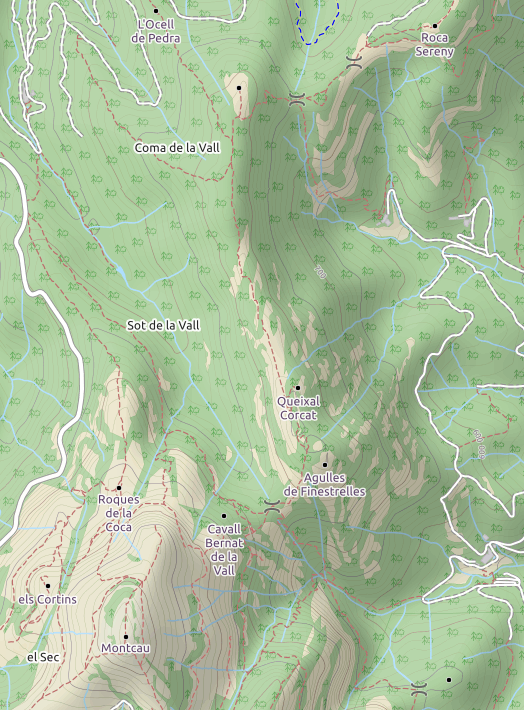
Mapa dels Emprius

Els Emprius té una alçada que va des dels 820 m als 875 m i el punt més alt són les agulles de Finestrelles, dues agulles situades a l'extrem sud de la serra amb una elevació màxima de 879,4 m, la més septentrional, i de 883,3 m, la més meridional. Ambdues agulles se separen de la resta de la carena per un petit collet d'uns 15 metres d'amplada (855,8 m).
És a uns 900 metres de distància al nord-est del cim del Montcau (1.056 m), pel qual s'hi uneix a través del coll del Llor (777 m), situat al seu extrem més meridional. A l'extrem septentrional dels Emprius, cap a la banda de llevant i a uns 600 metres s'uneix a Roca Sareny (804,4 m) a través del coll de Pregona (743,5 m) i de l'Era Ventosa (736,2 m).
La carena fa de divisòria de les conques hidrogràfiques del Llobregat i del Besòs. Al vessant occidental i paral·lel al llarg de tota la carena hi ha el torrent de la Vall, on hi ha la masia de la Vall. També a la banda oest i nord hi ha altres torrents com el torrent de la Coma de la Vall o el torrent de la Font del Jueu, tributaris de la riera de Talamanca, la qual s'aboca a la riera de Mura i finalment al Llobregat. Per la banda oriental i meridional dels Emprius hi ha diversos torrents com el torrent de Pregona, on hi ha la masia de Pregona o el torrent de la Font del Llor, on hi ha el Marquet de les Roques. Aquests i d'altres torrents són tributaris de la riera d'Horta, a la vall d'Horta, la qual desemboca al riu Ripoll, afluent del Besòs.

## Cau dels Emboscats

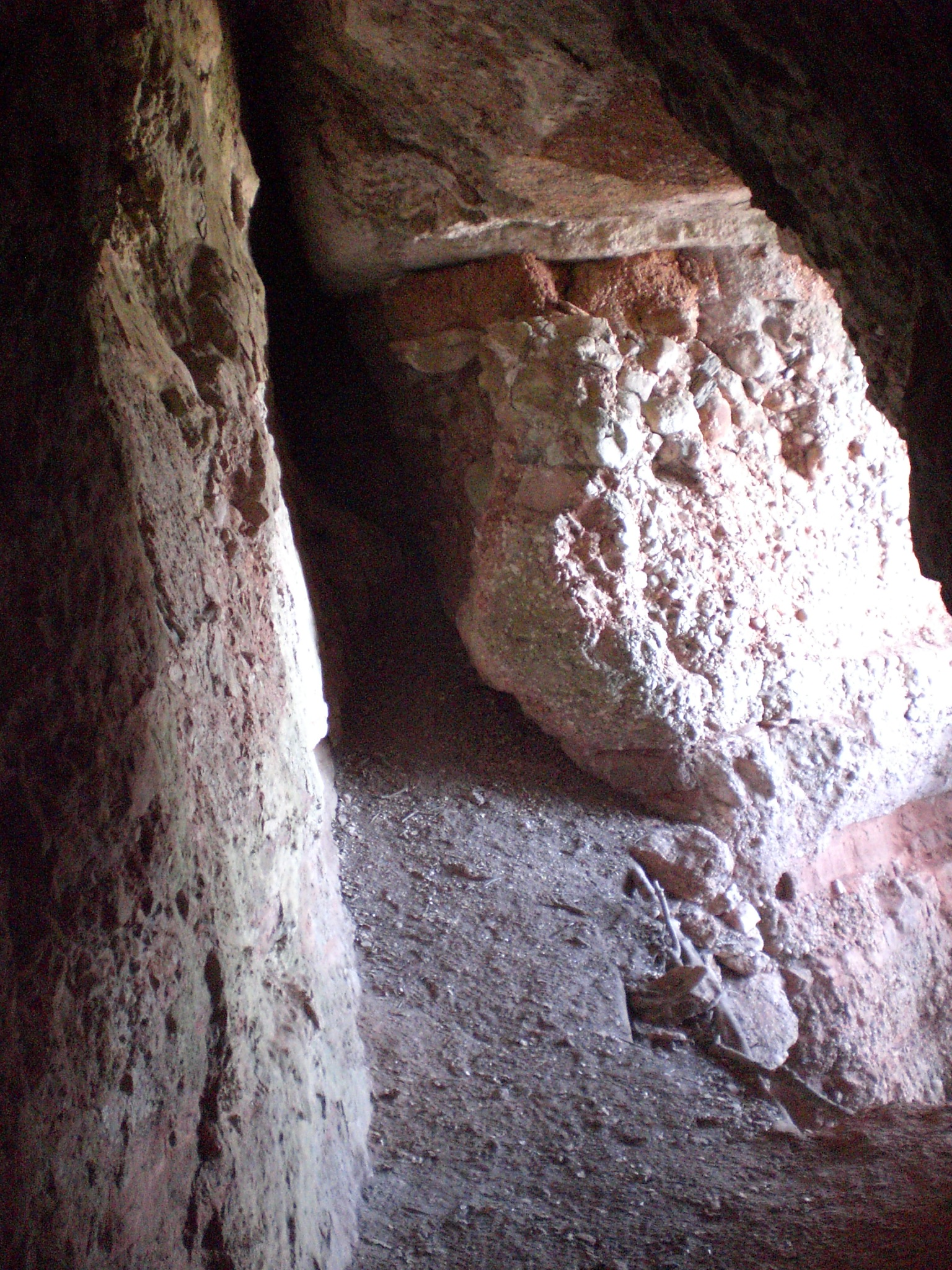
Galeria principal del Cau dels Emboscats

El Cau dels Emboscats és una cova-avenc oberta de 35 metres de recorregut i 12 metres de desnivell negatiu situada al costat de llevant dels Emprius, que és del municipi de Sant Llorenç Savall. És a un centenar de metres al sud del Queixal Corcat per sota del llom de la carena, molt a prop del cingle i al costat de l'inici d'una canal boscosa.
La boca d'entrada, a una alçada de 845 m, és molt irregular i s'obre en forma d'avenc que cau sobre una planta inclinada. L'accés es fa per unes grapes de ferro i una escala de fusta. Després hi ha un ressalt de 2 metres que dona a la galeria principal, paral·lela al cingle i d'uns 20 metres de llargada i 1 metre escàs d'amplada. A mitja galeria hi ha una gran finestra que forma una mena de sala lateral abocada al cingle en forta baixada. La cavitat acaba en un colze i una saleta de dimensions reduïdes, on es poden observar petites formacions estalactítiques i colades parietals.
El nom de "Cau dels Emboscats" ve d'haver estat amagatall de perseguits i represaliats en diverses èpoques. S'hi amagaren bandolers, maquis, carlins, etc. Fou molt utilitzat durant la Guerra del Francès (1808–1814), ja que era a la vora d'un antic camí de pas. Durant la Guerra Civil espanyola (1936–1939) s'hi amagaren majoritàriament gent de la contrada: de Sant Llorenç Savall, de Mura, de Terrassa, etc. Algunes persones de Sant Llorenç Savall anaven, de nit i sense llum, a abastir d'avituallament les persones que s'hi amagaven. S'hi protegiren primer els perseguits pels esvalotats d'esquerres i després els represaliats pel franquisme i fins i tot durant els primers anys de la postguerra.
La cavitat és esmentada als mapes de l'Editorial Alpina des des la dècada de 1960. El 1978 fou visitada per membres del GES del Club Muntanyenc de Terrassa, que en feren una topografia i una ressenya més àmplia. El Grup d'Exploracions Subterrànies del Club Muntanyenc Barcelonès en fa una breu descripció al seu catàleg de Sant Llorenç.

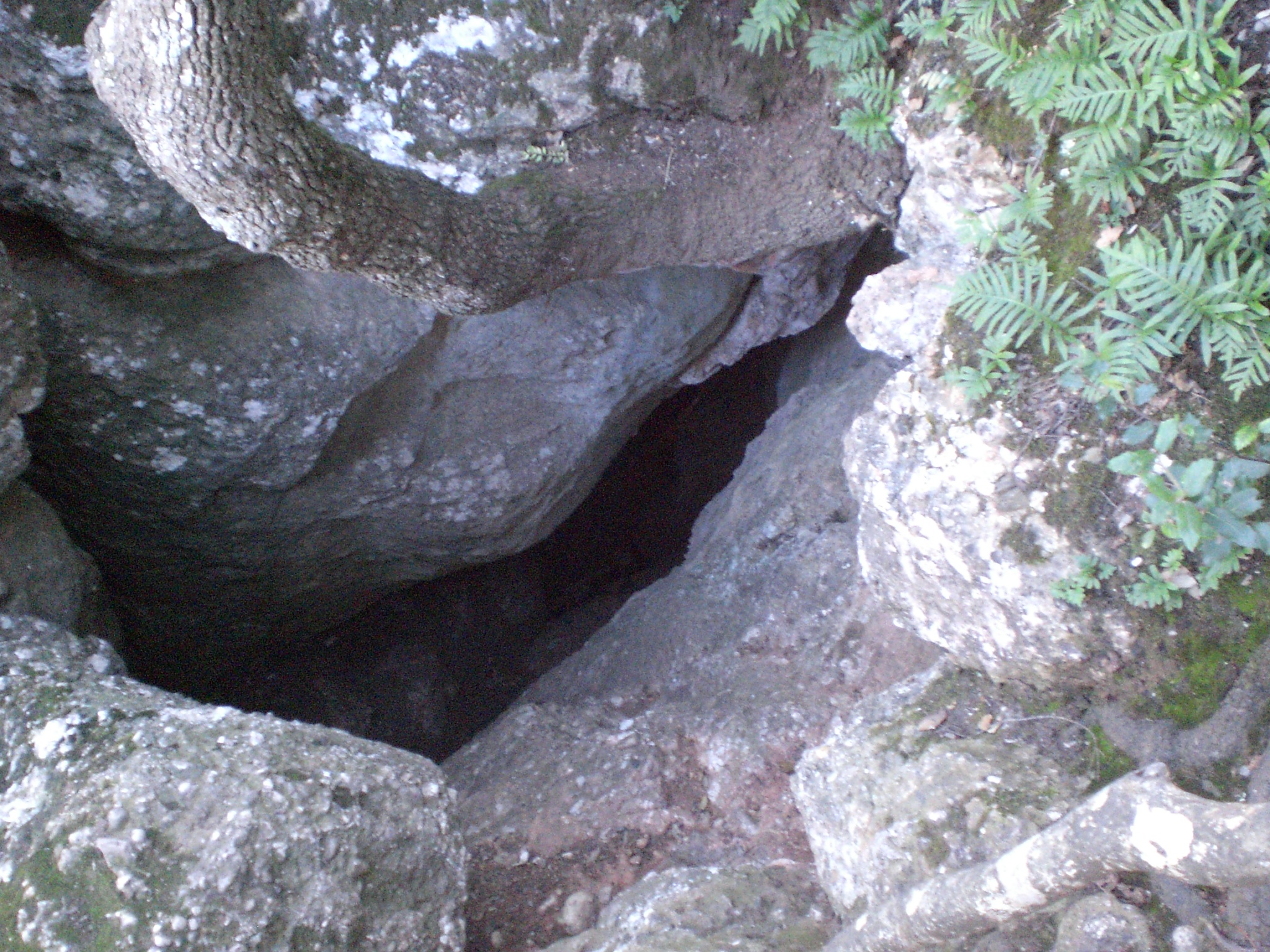
Entrada
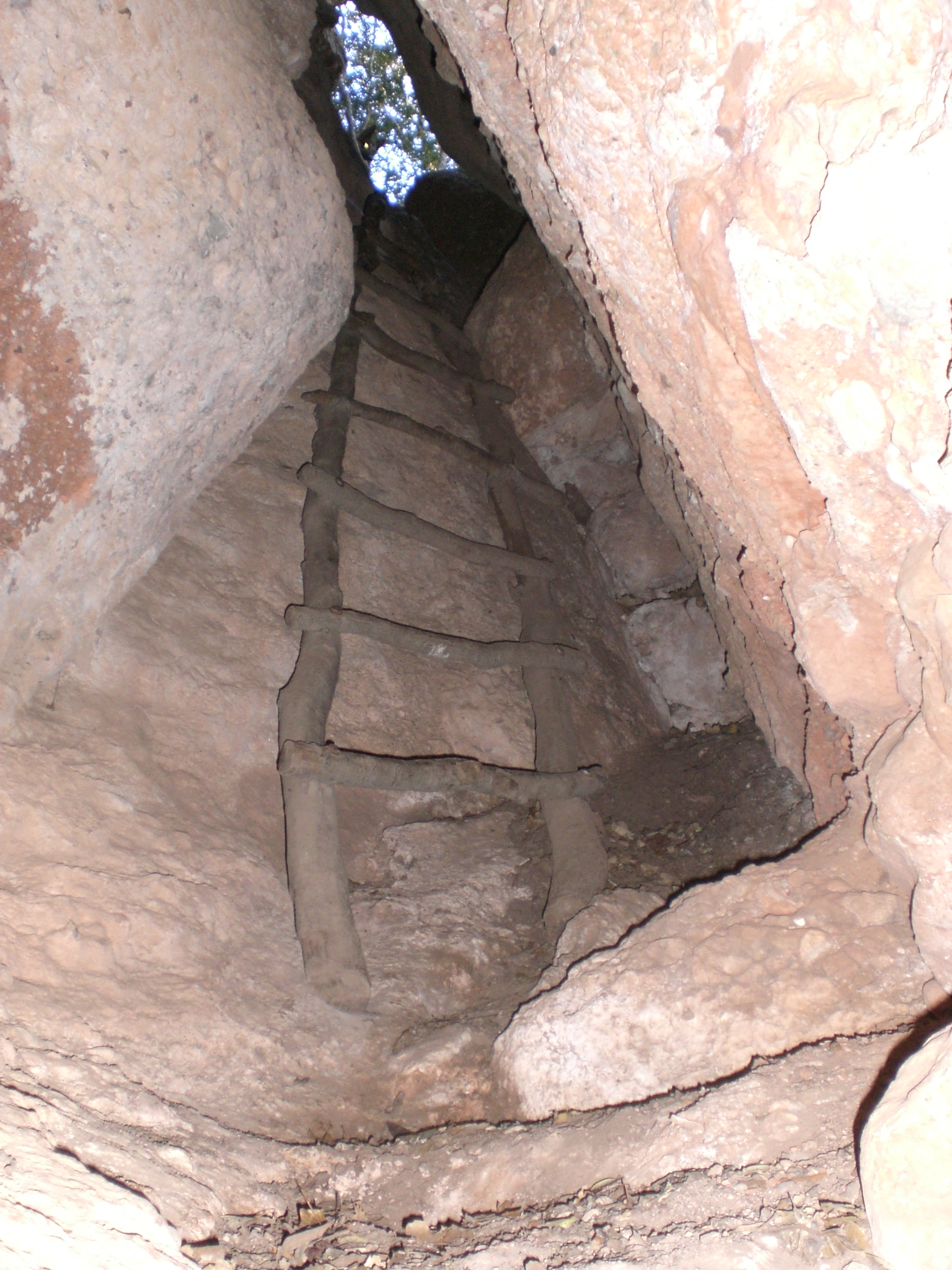
Escala d'accés
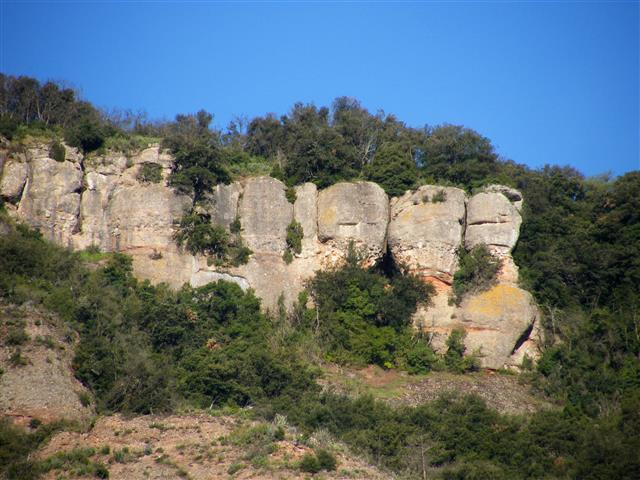
Finestra vista des de l'exterior

## Queixal Corcat

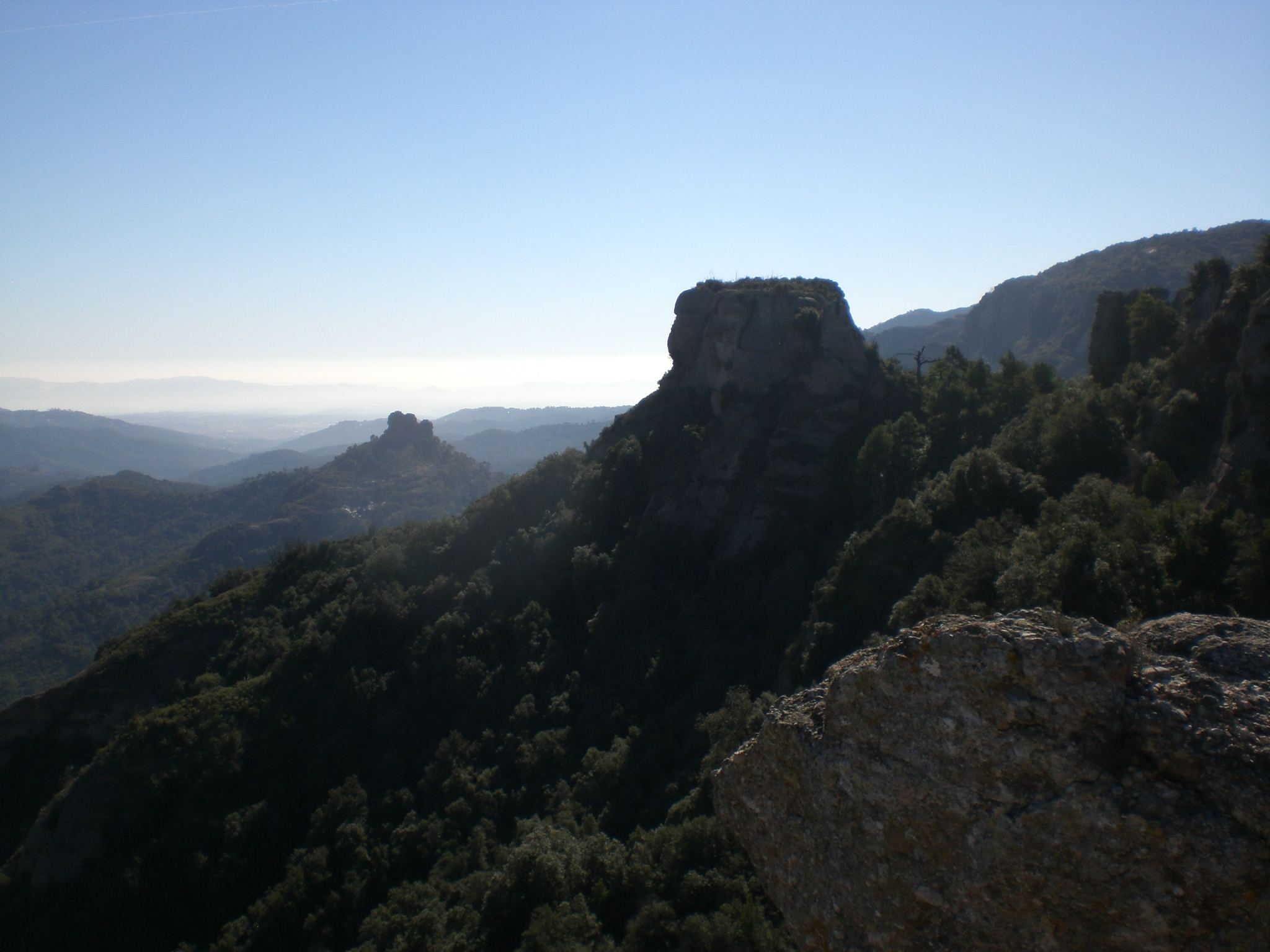
Les agulles de Finestrelles vistes des del Queixal Corcat. Al fons a l'esquerra hi ha Rocamur.

El Queixal Corcat és una agulla de 867,6 m situada al vessant de llevant dels Emprius. És a prop de l'extrem meridional de la serra, a uns 200 metres de distància de les agulles de Finestrelles. Està separat per menys de 10 metres de distància de la carena, d'uns 870 m en aquell tram, a la qual s'hi uneix a través d'un collet de 855,2 m. Les cares nord, est i sud del Queixal Corcat tenen unes parets verticals de gairebé uns 50 metres d'alçada.
La primera ascensió documentada va ser feta el 28 d'octubre de 1956 per J. M. Torras, del Grup d'Alta Muntanya del Club Muntanyenc Barcelonès, i Gabriel Dalmau, de la masia de les Oliveres de Sant Llorenç Savall, els quals donaren el nom de «Queixal Corcat» a l'agulla. L'adjectiu "corcat" fa referència al fet que l'agulla té una esquerda interior per on es pot pujar al cim, i, per altra banda, l'aparença exterior recorda un queixal.

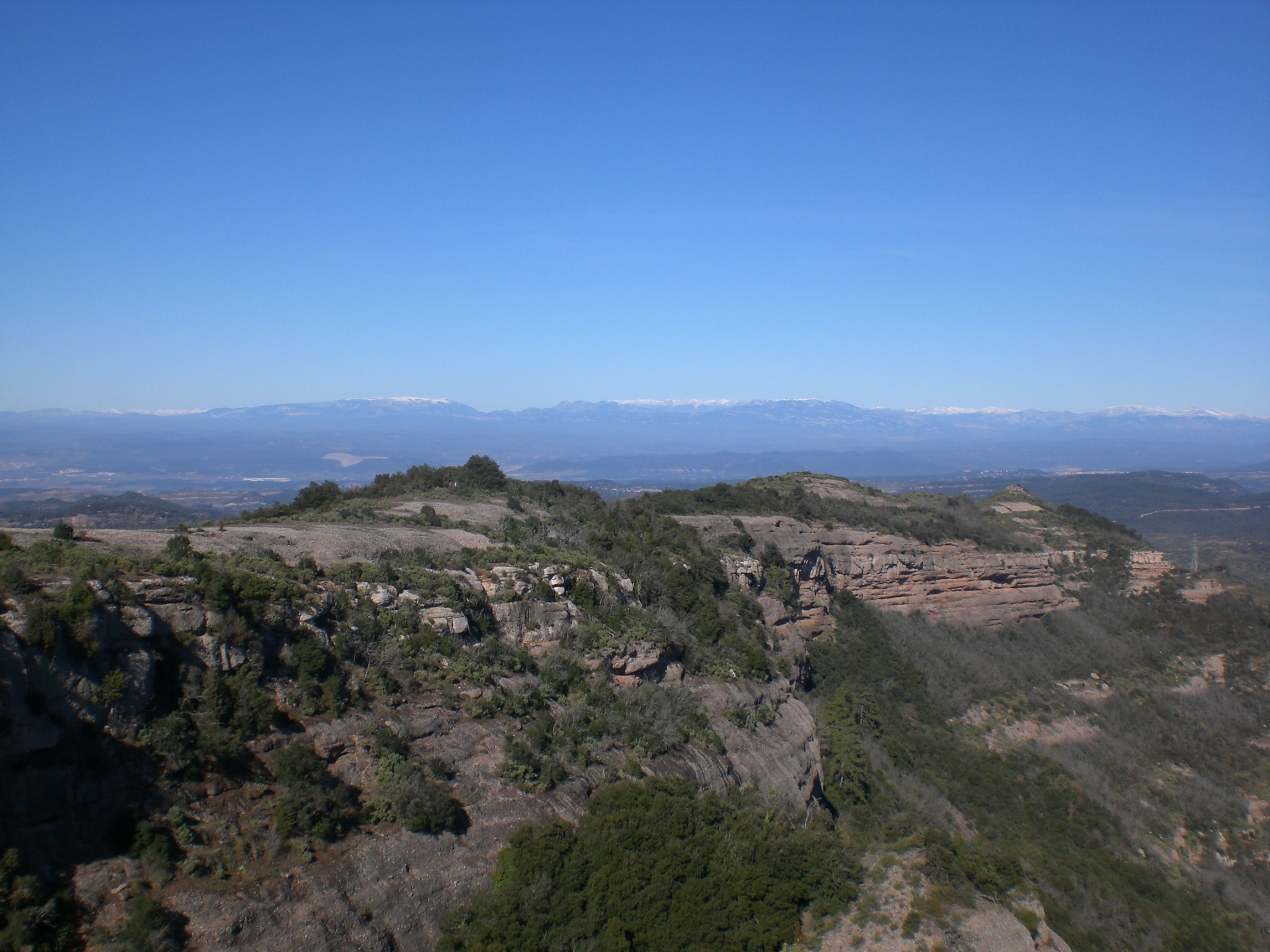
Els Emprius des del Queixat Corcat
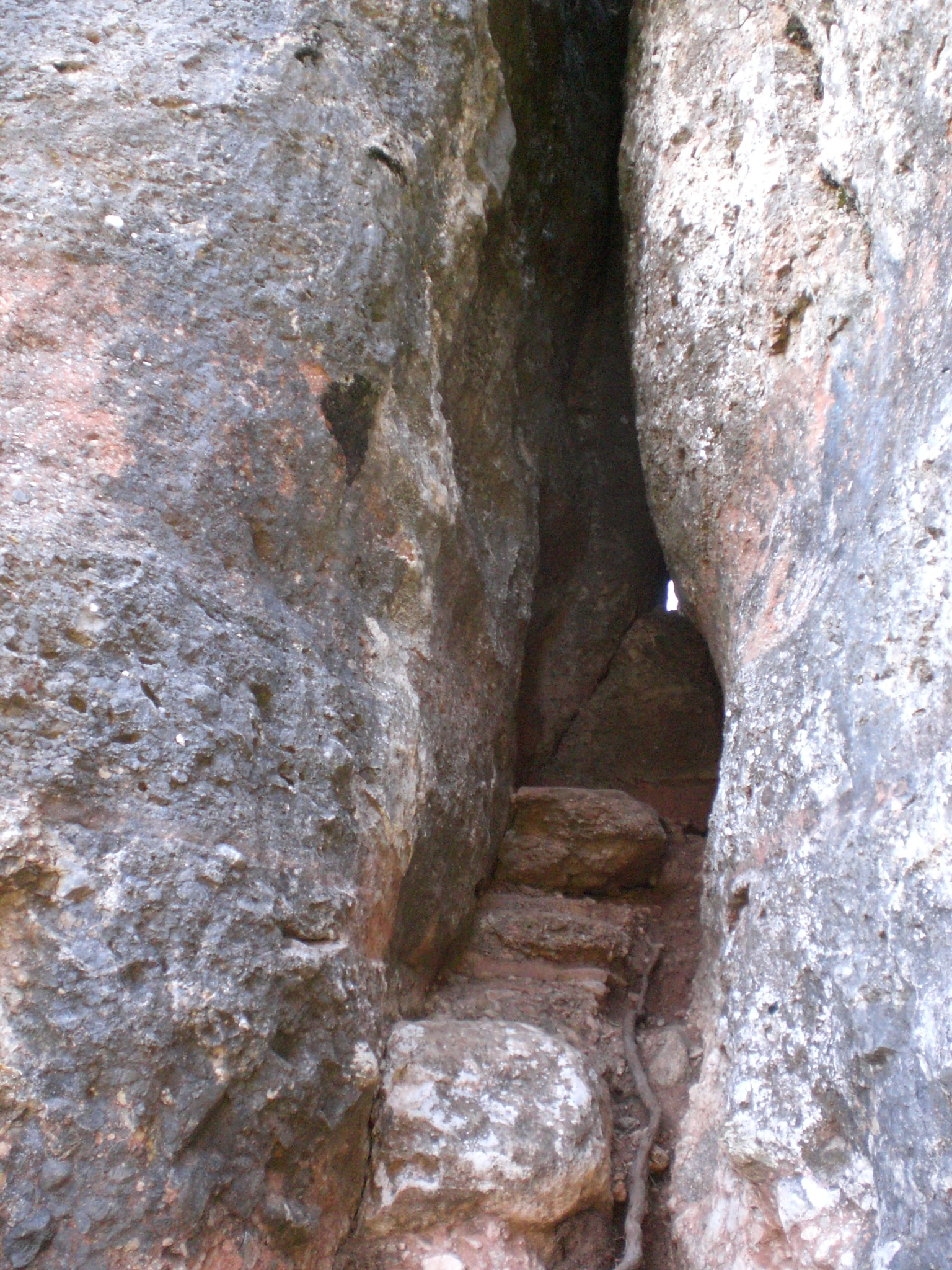
Entrada
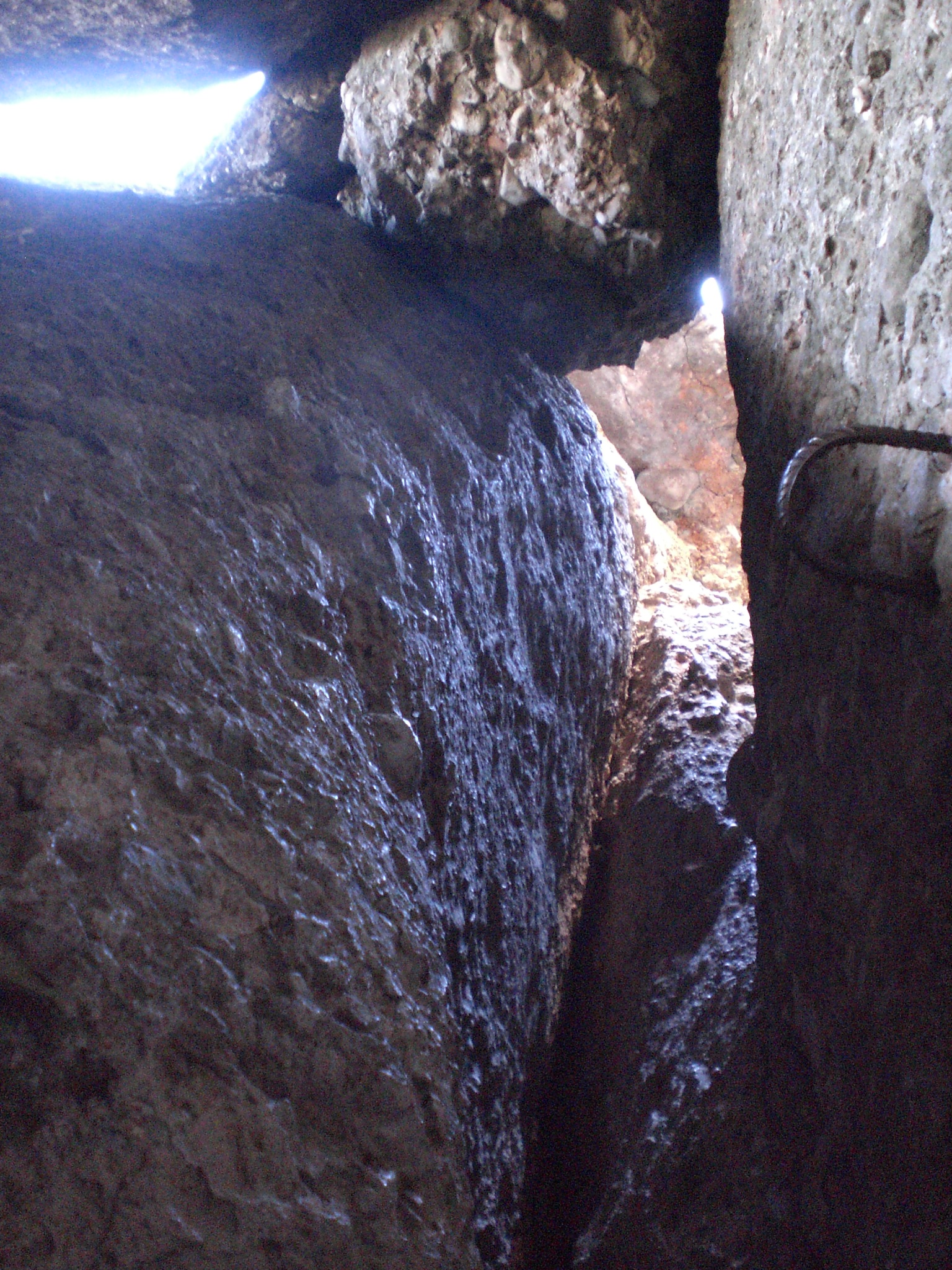
Xemeneia de pujada